# تورج نگهبان
تورج نگهبان (۶ اردیبهشت ۱۳۱۱ – ۳۰ مرداد ۱۳۸۷) شاعر، ترانه‌سرا، نویسنده و مجری ایرانی بود.

## زندگی
تورج نگهبان در ۶ اردیبهشت ۱۳۱۱ در اهواز متولد شد، تحصیلات ابتدایی را در خرمشهر و دوران متوسطه را در دبیرستان فیروزبهرام تهران به پایان رسانید. او دانش‌آموخته لیسانس ادبیات فارسی و فوق‌لیسانس علوم اجتماعی از دانشگاه تهران است.
نگهبان در کنار فعالیت‌های هنری رئیس روابط عمومی سازمان صنایع دستی ایران و از سال ۱۳۵۳ تا زمان وقوع انقلاب مدیر مسئول نشریه تخصصی دستاورد بود. او بین سال‌های ۱۳۵۶ تا ۱۳۵۸ در دانشکده علوم اجتماعی قزوین تدریس کرد. او صاحب امتیاز و مدیر مسئول مجله صوتی صدا بود.کتاب ره توشه حاوی گزیده‌ای از خاطرات ترانه‌ها و اشعار او که شامل ۵۳۲ صفحه می‌باشد همزمان با چهاردهمین سالگرد درگذشتش در آمریکا توسط فرزندش نوید نگهبان به چاپ رسید.

## فعالیت‌های هنری
در تابستان ۱۳۲۷ اولین تصنیف با آهنگ همایون خرم ساخته شد که توسط گویندهٔ برنامه سازمان شاهنشاهی خدمات اجتماعی در برنامه‌ای که از ساعت ۱ تا ۲ بعدازظهر با صدای پورنجاتی پخش گردید.
همکاری وی با همایون خرم چهارده‌ساله که آنزمان او هم نوازنده ویولون برای رادیو بودند از اینجا آغاز شد.
سپس کاری برای رادیو ژاندارمری با همکاری امین‌الله رشیدی و آهنگ همایون خرم انجام شد که نام آهنگ به نام «گل من» بود که مورد استقبال فراوان قرار گرفت و یک هفته بعد از اجرا مجله موسیقی رادیو ایران که تنها مجله حرفه‌ای در راستای موسیقی بود به عنوان یک ترانه موفق شعر و نت آن را به چاپ رسانید. سپس در سن ۱۹ سالگی گل‌های ۲۴۲ با صدای بنان و آهنگ روح اله خالقی با کلام تورج نگهبان خلق شد.
همکاری با رادیو ایران و استادان آن دوران همچون رهی معیری، نواب صفا، معینی کرمانشاهی و آهنگسازانی چون روح‌الله خالقی، تجویدی، مجید وفادار، حسین یاحقی، پرویز یاحقی و… که مشهورترین ترانه‌های ایشان با همکاری همایون خرم خلق شده.
در کارنامه هنری ایشان بیش از ۷۰۰ ترانه، تصنیف و غزل وجود دارد آثار مشهور و ماندگاری همچون گل‌های ۲۴۲ با صدای بنان. با صدای الهه: گل‌های رنگارنگ ۵۵۶ منم مجنون کویت، آمدی با دلم گفتگو کنی و… با صدای مرضیه: در بستر غم، گمشده، از من بگذر، کلبه
با صدای مهستی، گل‌های ۵۱۰
با صدای داریوش: رهگذار عمر، سرود آفرینش، تند باد حادثه‌ها
برای بسیاری از خوانندگان ایرانی از جمله مهستی، دلکش، بنان ،مرضیه، داریوش رفیعی، الهه، ویگن عارف، عباس مهرپویا، ستار، پروین، پوران، عهدیه، داریوش اقبالی، هایده، ملوک ضرابی، ایرج، گلپا، فرهاد مهراد، محمد نوری، گوگوش و… ترانه سروده‌است.

### افتتاح استودیو طنین
در اواسط دهه ۴۰ ایشان با همکاری هنرمندان آن دوره همچون پرویز اتابکی و برای اولین بار استودیوی ضبط خصوصی به نام طنین را در خیابان رامسر تهران افتتاح کردند، که اکثر آثار ماندگار تاریخ موسیقی ایران در آن استودیو تولید و ضبط گردیده‌است.

### ترانه متن فیلم
نگهبان با کارگردانان فیلم‌های فارسی آن زمان همکاری داشته و برای بسیاری از فیلم‌های قبل از انقلاب ترانه نوشته‌است
و ترانه‌های بسیاری از فیلم‌های فارسی مانند: چرخ و فلک (ایرج :ای کبوتر ناله سر کن) قیصر (سوسن: ت ت تق تنبکی و باش …)، فیلم کج‌کلاخان با صدای گوگوش و… و بسیاری از اشعار تبلیغات آن زمان مانند روغن شاه‌پسند ویفر یام‌یام و بسیاری دیگر از ساخته‌های نگهبان است.

### دوبله فیلم بانوی زیبای من
یکی از آثار ماندگار ترجمه و صداگذاری فیلم بانوی زیبای من است، با نظارت تورج نگهبان محصول استودیو طنین به فارسی دوبله شد، که یکی از شاهکارهای دوبله ایران به‌شمار می‌آید.
مدیر دوبلاژ علی کسمایی، دوبلورها: مهین کسمایی به‌جای آدری هپبورن و ابوالحسن تهامی‌نژاد به‌جای رکس هریسون در این فیلم آواز خوانده و حرف زده‌اند، و همچنین فرهاد مهراد، خواننده نام آشنای ایرانی، در این فیلم به‌جای پدرآدری هیپورن آواز خوانده‌است. فیلم توسط کمپانی سازنده مشمول دریافت جایزه بهترین دوبله و صداگذاری گردید.

### بعد از انقلاب ۵۷
نگهبان در بعد از انقلاب و شرایط موجود فعالیت‌های هنری را به حداقل رساند، در سال ۱۳۵۹ مدتی مدیر استودیو صبا بود و شرکت تبلیغاتی کارنامک را تأسیس کرد.
طی این سال‌ها اثر ماندگار ایشان شعر ای ایران ساخته محمد سریر که توسط محمد نوری اجرا شد و چند غزل و شعر بلند از ایشان به یادگار مانده‌است.
تورج نگهبان علاقه زیادی به وطنش ایران داشت در سلوک و عرفان مطالعات فراوانی داشت که در آثار به جای مانده از ایشان مشهود می‌باشد. ایشان تا اردیبهشت ۱۳۷۲ در ایران اقامت داشت سپس به شهر لس آنجلس آمریکا مهاجرت کرد.
بعد از انقلاب تعداد انگشت شماری ترانه از ایشان مانند "صنما" با اجرای شکیلا، "سرود آفرینش" و "تندباد حادثه" با صدای داریوش اقبالی به جامانده‌است. وی در این سال‌ها با رسانه‌های فارسی زبان لس آنجلس همکاری داشت، که مشهورترین آن برنامه ادبیات آهنگین و مجله تصویری صدا در تلویزیون تصویر ایران بود.
از ایشان ۴ فرزند یک پسر و سه دختر به‌یادگار مانده‌است.

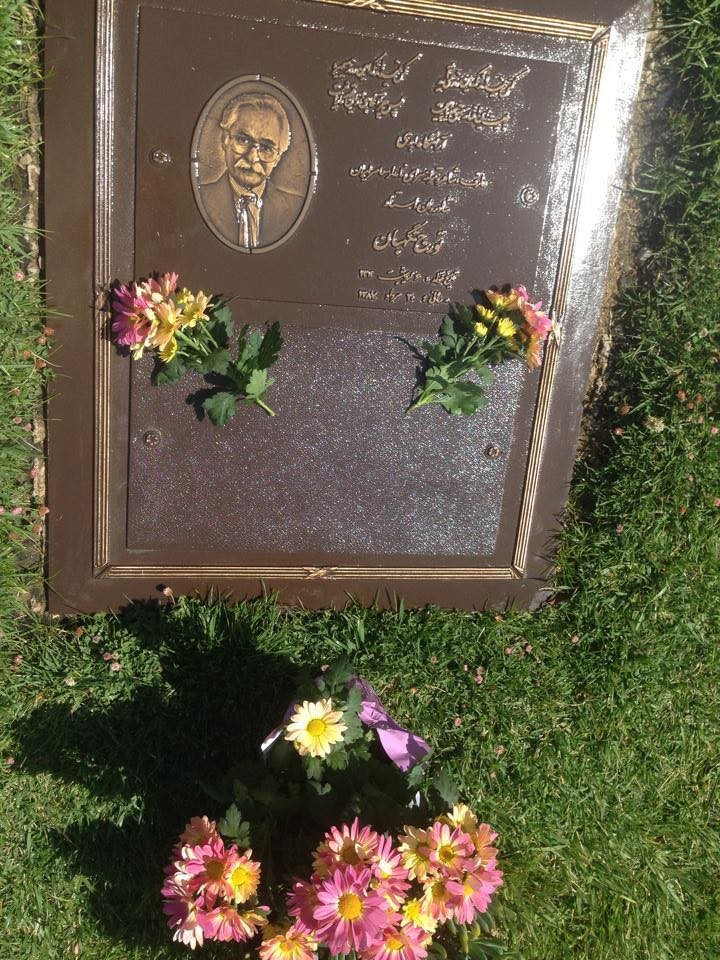
مزار تورج نگهبان در قبرستان فارست لاون، هالیوود (کالیفرنیا)

## درگذشت
تورج نگهبان که مدت‌ها از بیماری ریوی و کیسه صفرا رنج می‌برد، سرانجام در روز ۳۰ مرداد ۱۳۸۷ در حدود ساعت ۹ صبح (به‌وقت لس آنجلس) بر اثر بیماری ذات‌الریه در بیمارستان تارزانا درگذشت. و در قبرستان فارست لاون، هالیوود ایالت کالیفرنیا، آمریکا در حضور صدها تن از دوستدارانش به خاک سپرده شد.
در اولین سالگرد درگذشت ایشان، مراسم یادبودی در منزلش برگزار شد که شعرا، آهنگسازان و خوانندگان ایرانی از جمله فریدون توفیقی و حمیرا در آن حضور یافتند و شعرا با خواندن اشعاری نام و خاطره‌اش را گرامی داشتند.

## آثار
برخی از آثار او را در جدول زیر مشاهده کنید:
| خواننده            | نام ترانه                          | ترانه‌سرا    | آهنگساز          | تنظیم           |
| ------------------ | ---------------------------------- | ----------- | ---------------- | --------------- |
| مهرپویا            | افسانه عشق                         | تورج نگهبان | کامبیز مژدهی     |                 |
| مهرپویا            | غروب پاییز                         | تورج نگهبان | اروین موره       | اروین موره      |
| مهرپویا            | شب                                 | تورج نگهبان | مهرپویا          |                 |
| مهرپویا            | آرزوی باران                        | تورج نگهبان | مهرپویا          | اروین موره      |
| مهرپویا            | برای همیشه                         | تورج نگهبان | مهرپویا          |                 |
| مهرپویا            | او هم رفت                          | تورج نگهبان | مهرپویا          |                 |
| مهرپویا            | نسیم عشق                           | تورج نگهبان | مهرپویا          |                 |
| مهرپویا            | لطف خدایی                          | تورج نگهبان | مهرپویا          | آلواروسباستیان  |
| مهرپویا            | تشنه محبت                          | تورج نگهبان | موزیک اسپانیایی  | مارسل استپانی   |
| داریوش             | سرود آفرینش                        | تورج نگهبان | محمد زمانی       | آندرانیک        |
| داریوش             | تندباد حادثه                       | تورج نگهبان | منوچهر طاهر زاده | آندرانیک        |
| داریوش             | افسانه‌ها                           | تورج نگهبان | کاوه حقیقی       | کاوه حقیقی      |
| داریوش             | سرود آفرینش                        | تورج نگهبان | محمد زمانی       | آندرانیک        |
| داریوش             | رهگذارِ عُمر                         | تورج نگهبان | بابک افشار       | ناصر چشم‌آذر     |
| داریوش             | شب اومد                            | تورج نگهبان | صدرالدین مهوان   | صدرالدین مهوان  |
| داریوش             | سپید و سیاه                        | تورج نگهبان | امیر آرام        | محمد شمس        |
| داریوش             | یاران                              | تورج نگهبان | توحید عظیمی      | رامین زمانی     |
| داریوش مرضیه       | آوای خسته دلان                     | تورج نگهبان | همایون خرم       | هومن محمدی      |
| ویگن               | بی سرانجام                         | تورج نگهبان | بابک افشار       |                 |
| ویگن               | سوگند                              | تورج نگهبان | بابک افشار       |                 |
| ویگن               | اسیر                               | تورج نگهبان | اونیک            |                 |
| ویگن               | ارمغان                             | تورج نگهبان | عطاالله خرم      |                 |
| ویگن               | دختر خوشفکر ایران                  | تورج نگهبان | صدیقه شهنیا      |                 |
| مرضیه              | سراب                               | تورج نگهبان | فریدون شهبازیان  | فریدون شهبازیان |
| مرضیه              | گمشده                              | تورج نگهبان | همایون خرم       | همایون خرم      |
| مهستی داریوش       | آسمون با من و تو قهره دیگه         | تورج نگهبان | صدرالدین مهوان   | صدرالدین مهوان  |
| مهستی              | بعد از تو هم در بستر غم می‌توان خفت | تورج نگهبان | همایون خرم       |                 |
| ستار فریدون فرخزاد | افسانه هستی                        | تورج نگهبان | لقمان ادهمی      |                 |
| گوگوش              | کج‌کلاه خان                         | تورج نگهبان | بابک افشار       | واروژان         |
| گوگوش              | دوستم بدار                         | تورج نگهبان | اونیک            | اونیک           |
| گوگوش              | بگو                                | تورج نگهبان | بابک افشار       | واروژان         |
| مهستی              | بگو                                | تورج نگهبان | بابک افشار       |                 |
| آلیس               | تنها                               | تورج نگهبان | واروژان          | واروژان         |
| هایده              | ابر غم                             | تورج نگهبان | محمد حیدری       | محمد حیدری      |
| اونیک              | می‌تونی مشت من و ابکنی              | تورج نگهبان | پرویز مقصدی      | پرویز مقصدی     |
| محمد نوری          | ایران ایران                        | تورج نگهبان | محمد سریر        | محمد سریر       |
| پالت               | خانه بردوش                         | تورج نگهبان | عباس مهرپویا     | عباس مهرپویا    |
| امید               | گذرگاه زمان                        | تورج نگهبان | ناروند           | مومن سالار      |